# Veyrines-de-Domme
Veyrines-de-Domme (okzitanisch: Veirinas de Doma) ist eine französische Gemeinde mit 235 Einwohnern (Stand: 1. Januar 2022) im Département Dordogne in der Region Nouvelle-Aquitaine (vor 2016 Aquitaine). Sie gehört zum Arrondissement Sarlat-la-Canéda und zum Kanton Vallée Dordogne.

## Geografie
Veyrines-de-Domme liegt etwa 44 Kilometer ostsüdöstlich von Bergerac.
Nachbargemeinden sind Castelnaud-la-Chapelle im Norden, Osten und Süden, Grives im Südwesten, Carves im Südwesten und Westen, Cladech im Westen sowie Allas-les-Mines im Nordwesten.

## Bevölkerungsentwicklung
| Jahr                       | 1962 | 1968 | 1975 | 1982 | 1990 | 1999 | 2006 | 2019 |
| -------------------------- | ---- | ---- | ---- | ---- | ---- | ---- | ---- | ---- |
| Einwohner                  | 211  | 194  | 201  | 199  | 219  | 196  | 210  | 231  |
| Quellen: Cassini und INSEE |      |      |      |      |      |      |      |      |

## Sehenswürdigkeiten

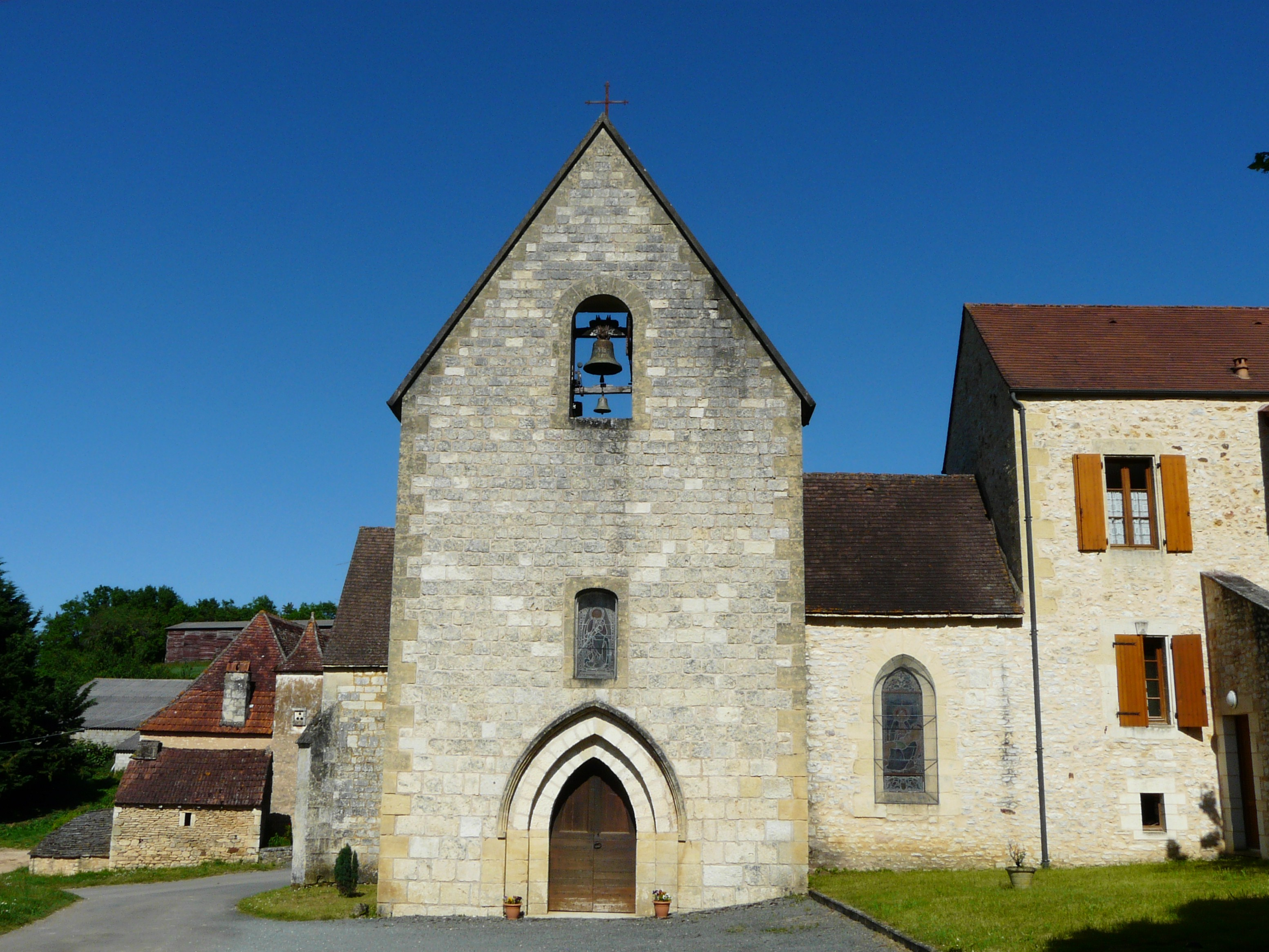
Kirche Saint-Pierre-ès-Liens

- Kirche Saint-Pierre-ès-Liens